# Drachenherz (Album)
Drachenherz ist das Debüt-Album der österreichischen Metal-Gruppe Siegfried und erschien 2001 über das Label Napalm Records. Auf dem Album werden mittelalterliche und frühneuzeitliche Thematiken wie etwa die Wikingerzüge, die Kreuzzüge oder Hexenvorstellungen behandelt, mehrere Lieder behandeln dabei den Stoff der Nibelungensage. Im Mittelpunkt steht dabei die Figur Siegfrieds von Xanten.

## Titelliste
1. Balmung
2. Rheingold
3. Jerusalem
4. Flagellum Dei
5. Walpurgisnacht
6. Hexenblut
7. Der König und die Eiche
8. Die Rabenschlacht
9. Siegfried
10. Schwarzer Engel
11. Drachenherz

## Hintergrund und Inhalt
Das Album erschien drei Jahre nachdem die deutsche Musikgruppe Mystic Circle bereits mit ihrem Album Drachenblut Inhalte des Nibelungenliedes, allerdings auf Englisch, für den Metal-Bereich umgesetzt hatte. Dieses Album hatte damals geteilte Wertungen erhalten.
Siegfried selbst gaben an, dass sie dem Nibelungenlied durch den Metal ein Denkmal setzen möchten:
„Das Zeitalter in dem die alte heidnische und moderne christliche Welt aufeinandertrafen, in dem Drachen und Zwerge von den Kathedralen verschlungen und alte durch neue Werte ersetzt wurden, hält uns auch heute noch in Atem. Im Lied der Nibelungen spiegeln sich diese zeitlosen Konflikte mit am deutlichsten wider. Diesem Mythos ein musikalisches Denkmal in Form bombastischen und dramatischen Metals zu setzen, ist das erklärte Ziel von SIEGFRIED: Sieg für die Kraft des Metals, Fried für die Harmonie in der Musik.“
Die Texte des Albums sind alle auf Deutsch gehalten und stammen dabei von der Gruppe selbst: Verfasst wurden sie von Bruder Cle, lediglich der Text zu Schwarzer Engel stammt von seiner Kollegin Sandra Schleret. Die gesamte musikalische Komposition stammt aus der Hand von Daniel Bachmaier.
Neben dem instrumentalen Intro Balmung, das sich auf Siegfrieds Schwert bezieht, behandeln die Lieder Rheingold, Siegfried und Drachenherz. In Rheingold wird die Versenkung des Nibelungenhortes durch Hagen von Tronje beschrieben, Siegfried beschreibt das Wirken Siegfrieds von Xanten von der Geburt bis zu seiner Ermordung.
Jerusalem behandelt den Aufbruch der Kreuzfahrer zur Belagerung von Akkon während des Dritten Kreuzzugs, Flagellum Dei hingegen die Raubzüge der Wikinger, die hier von den Leidtragenden als Strafe Gottes oder vielmehr als Prüfung betrachtet werden, was historisch der damaligen Sichtweise entspricht. Das Lied nennt „Prunk und Pracht“ des christlichen Südens als Beweggrund für die „Teufel des Nordens“, ihre Reise anzutreten.
Walpurgisnacht hingegen verarbeitet die (frühneuzeitliche) Vorstellung des Hexensabbats auf dem Blocksberg, während Hexenblut die (ebenfalls frühneuzeitlichen) Hexenverfolgungen thematisiert.
Die Rabenschlacht behandelt nicht die historische und für die Sage um Dietrich von Bern bedeutende Rabenschlacht des 5. Jahrhunderts, sondern einen Kampf zwischen Heiden und christlichen Rittern.

## Artwork
Das vom österreichischen Künstler Stefan Lechner gestaltete Cover-Artwork zeigt in der linken Bildhälfte den Eingang einer Höhle, aus der Hals und Schädel eines mit grüner Schuppenhaut und mehreren Stacheln auf dem Rücken versehenen Drachens hinausragen. Es sind mehrere spitze Zähne des Tieres bei geschlossenem Mund zu sehen, das Auge blickt dabei in die Richtung des Betrachters. Die rechte Bildseite zeigt die umliegende Landschaft, die in dichten Nebel gehüllt ist und kahlen Boden sowie vulkanähnliche Hügel in der Nähe erkennen lässt. In der unteren Hälfte des Bildes sieht man vor der Höhle am Boden etwas Gras wachsen, in diesem liegen ein bräunlich gefärbter Totenkopf, in dem sich ein oben ein großes Loch befindet, sowie ein Arm- oder Beinknochen. Hinter diesen menschlichen Überresten steckt ein Schwert in Schieflage im Boden. In der Mitte des Artworks befindet sich noch ein silbrig glänzendes Langschwert mit reichen Verzierungen auf der Klinge vom Künstler eingefügt.

## Rezeption
Im Rock Hard gab Andreas Stappert dem Album 6 von 10 Punkten. Gesanglich wisse das Album zu überzeugen, allerdings halte die musikalische Umsetzung damit nicht Schritt, es stehe „in krassem Missverhältnis“: „Statt hochklassigem Edelstahl oder – wie im Info versprochen – 'gnadenlos hartem Metal' gibt es leider nur altbackene Metal-Standards ohne irgendwelche herausragenden Akzente zu hören, so dass die Musik eher zur unspektakulären Hintergrundbegleitung verkommt.“ Das Album erinnere deshalb „streckenweise fatal an deutsche Musical-Unkultur. Quasi Manowar meets Starlight Express meets Augsburger Puppenkiste.“ Überzeugend seien lediglich die beiden Titel Jerusalem und Flagellum Dei, die im Vergleich zum Rest härter ausfallen. Gerade die seichteren Titel seien, wie Stappert zugibt, dabei sehr eingängig und wüssten andere Hörer wahrscheinlich zu überzeugen.
In einer späteren Ausgabe des Rock Hard meint Björn Thorsten Jaschinski zum dritten Album Nibelung, dass sowohl das Debüt-Album Siegfried als auch der Nachfolger Eisenwinter im In- und Ausland „zu Recht“ viel Spott erfahren hätten. Mit dem Konzept, den Stoff des Nibelungenlieds im Metal umzusetzen, seien bereits Mystic Circle mit Drachenblut „gnadenlos“ gescheitert.
„DanDevil“ gibt auf der Seite metal.de dem Album 7 von 10 Punkten. Den Stil bezeichnet er als „ein Gemisch aus Mittelalter- und Gothic-Zutaten angerührt, eine Variante von THERION meets IN EXTREMO und THEATER OF TRAGEDY“ (sic!), das allerdings „in erstaunlich eigenständiger Manier“ dargeboten werde. Über die Wirkung der deutschsprachigen Texte könne man geteilter Meinung sein, manche Abschnitte seien für ihn unfreiwillig komisch geraten. Gerade Lieder wie Walpurgisnacht oder Jerusalem seien dabei aber von Vielfalt und Abwechslungsreichtum gekennzeichnet, gerade was den Gesang angeht. Grundsätzlich habe die Gruppe einen „gewaltigen Innovationsbonus“, „man kann dem Trupp den Mut zum Risiko kaum absprechen.“ Obwohl manches „ulkig und etwas abgedroschen anmuten mag“, sei das Werk ein Schritt in die richtige Richtung.
Marcel Hübner gibt im Twilight-Magazin 10 von 15 Punkten und lobt vor allem die Stimme von Sandra Schleret, „diese schöne Leidenschaft“, welche durch sie sowie die Musik entsteht, werde aber „zeitweise ziemlich unglücklich“ durch eine der männlichen Stimmen unterbrochen. Dem Produzenten Roland Wurzer unterstellt er, mit Promotion wohl noch nicht genug zu tun gehabt zu haben.
„DarksceneTom“ vergibt auf der Seite darkscene.at 7 von 10 Punkten und meint, dass man bereits bei der vorangehenden Eigenproduktion spüren konnte, „dass Siegfried im Stande sind, absolut eigenständige und geile Songs zu schreiben“, allerdings lasse die Produktion noch zu wünschen übrig. Das Debüt der Gruppe empfindet er als gelungen, es seien auf dem Album grundsätzlich keine Durchhänger vorhanden, alle Lieder würden das hohe Niveau des ersten richtigen Titels Rheingold halten. Besonders hervorzuheben sind für ihn Jerusalem wegen seiner orientalischen Anklänge sowie Walpurgisnacht und Der König und die Eiche, als Glanzlicht des Albums betrachtet er Schwarzer Engel. Gelobt wird auch das Textgut des Albums, das „den Songs aber aufgrund der teils recht kontroversen, harten und absolut zeitgemäßen Aussagen die Möglichkeit offenbart, thematisch jederzeit auch ins aktuelle Dasein interpretiert zu werden“. Insgesamt sei Drachenherz „ein sehr leidenschaftlich vorgetragenes, ebenso romantisch gefühlvolles als auch sehr wütend klingendes Album mit gesunder Härte und guten Melodien.“ Die Höchstnote, so der Rezensent, erhalte es aber trotzdem nicht, da noch eine Steigerung nach oben möglich sei und auch der Stil noch weiter zu perfektionieren sei.

## Sonstiges
Im Beiheft der Veröffentlichung findet sich eine Stellungnahme der Gruppe gegen autoritäre Ideologien abgedruckt:
„Leider wurde die Symbolik der Legende und auch der Name SIEGFRIED in der Vergangenheit mehrfach für die Darstellung rassistischer, faschistischer und anderer autoritärer Ideologien vergewaltigt. SIEGFRIED distanzieren sich aufs Entschiedenste von jeder Form von Faschismus, Rassismus, Religion, Gewalt, Intoleranz und Dummheit – sie sind die wahren Geisseln [sic!] der Menschheit.“